# رضا أسدي
رضا أسدي (بالفارسية: رضا اسدی) هو لاعب كرة قدم إيراني في مركز الوسط، ولد في 17 يناير 1996 في جرجان في إيران. لعب مع نادي نفط طهران.

## وصلات خارجية
- رضا أسدي على موقع قاعدة بيانات كرة القدم.إي يو (الإنجليزية)
- رضا أسدي على موقع Soccerway.com (الإنجليزية)
- رضا أسدي على موقع عالم كرة القدم.نت (الإنجليزية)